# تشارلز فيشر (سياسي كندي)
تشارلز فيشر هو قاضي وسياسي كندي، ولد في 15 أغسطس 1808 بفريدريكتون في كندا، وتوفي بنفس المكان في 8 ديسمبر 1880. حزبياً، نشط في الحزب الليبرالي الكندي. وقد انتخب عضو مجلس العموم الكندي وانتخب Premier of New Brunswick ‏ (1 يونيو 1857 – 19 مارس 1861).